# Hylephila
Hylephila är ett släkte av fjärilar. Hylephila ingår i familjen tjockhuvuden.

## Bildgalleri

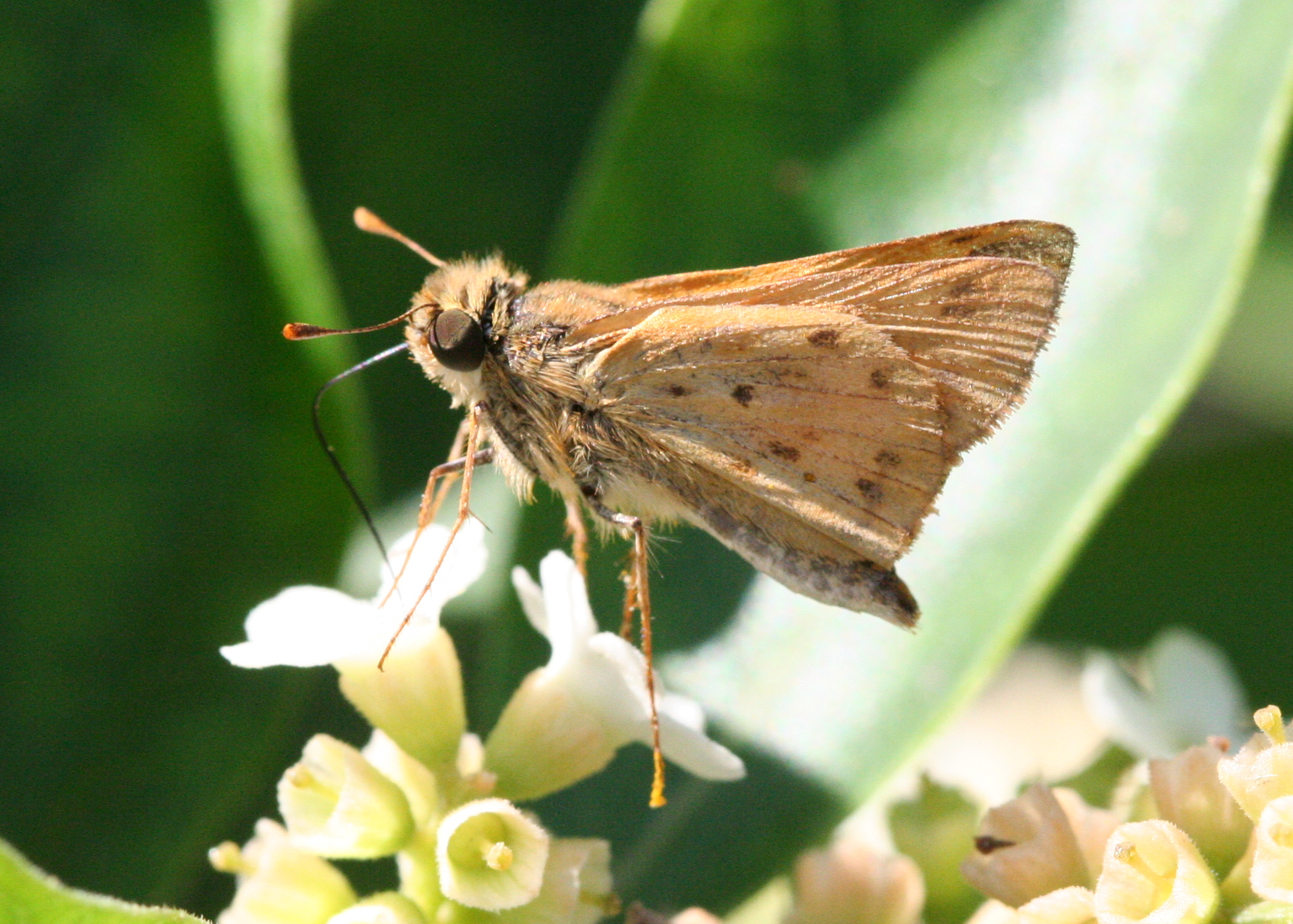
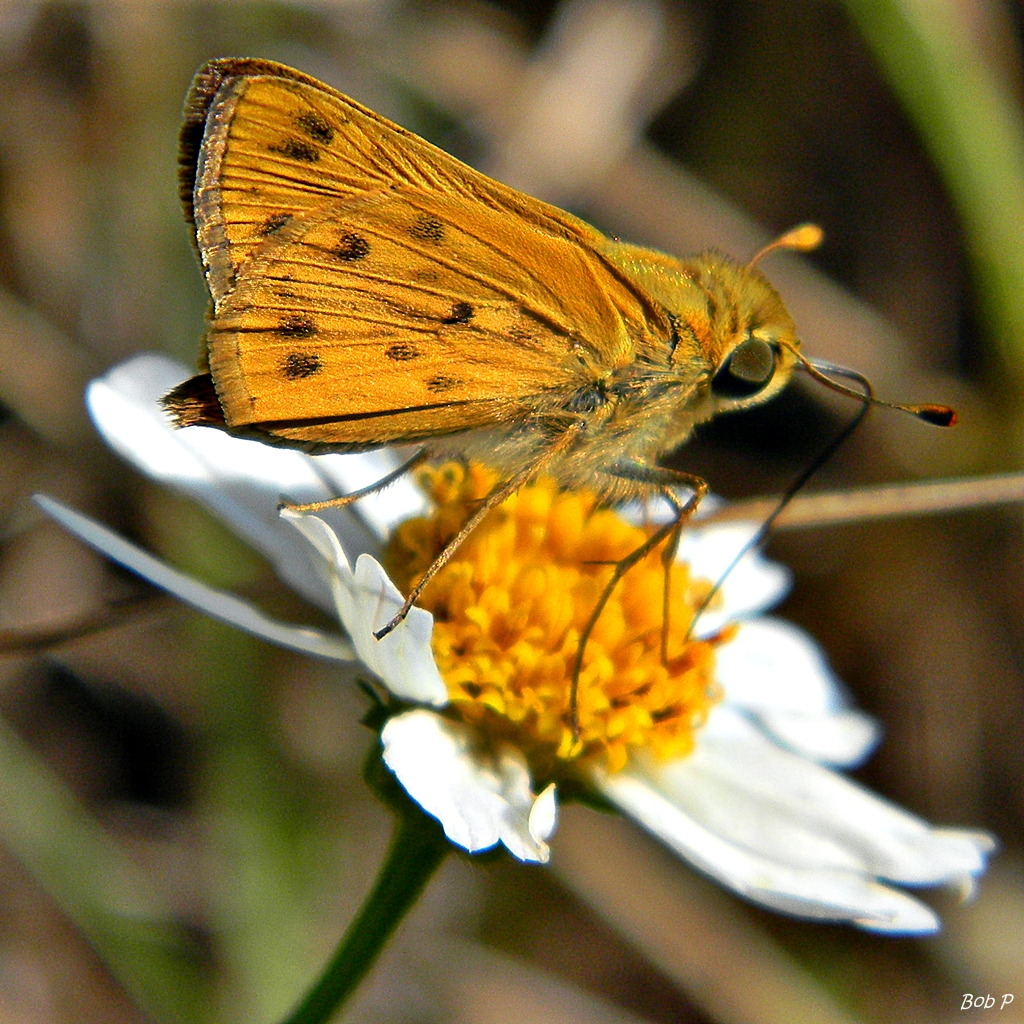
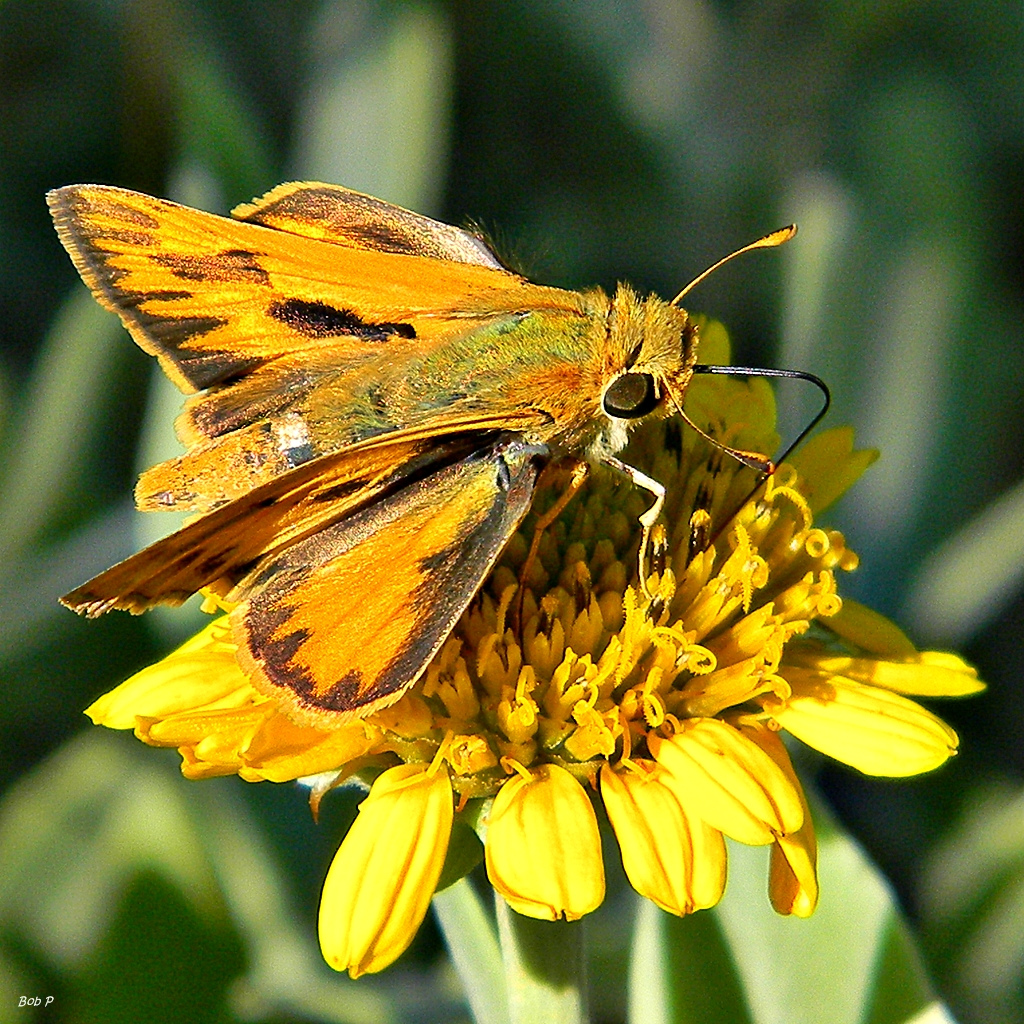
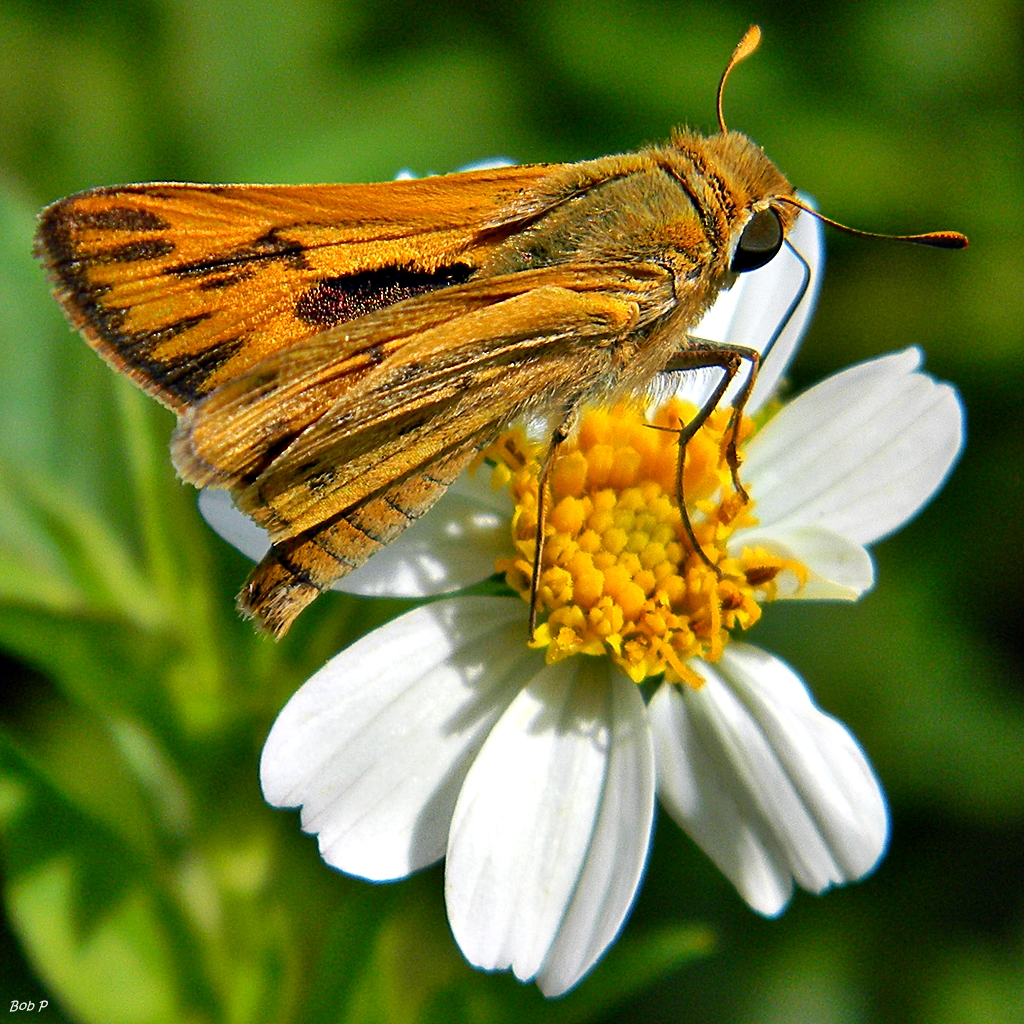

## Dottertaxa tillHylephila, i alfabetisk ordning[1]
- Hylephila anca
- Hylephila ancora
- Hylephila andina
- Hylephila antarctica
- Hylephila basistrigata
- Hylephila boulleti
- Hylephila bucephalus
- Hylephila carin
- Hylephila emma
- Hylephila fasciolata
- Hylephila fassli
- Hylephila fulva
- Hylephila galera
- Hylephila grynea
- Hylephila hala
- Hylephila haywardi
- Hylephila ignorans
- Hylephila isonira
- Hylephila lujana
- Hylephila mima
- Hylephila monticola
- Hylephila pallida
- Hylephila paupera
- Hylephila peruana
- Hylephila phareus
- Hylephila phylaeus
- Hylephila signata
- Hylephila taxus
- Hylephila uretai
- Hylephila zapala